# Monumental (métro de Barcelone)
Monumental est une station de la ligne 2 du métro de Barcelone. Elle est située dans le district Eixample à Barcelone en Catalogne.
Elle est mise en service en 1995 lors de l'ouverture de la première section de la ligne.

## Situation sur le réseau

Plan du métro de Barcelone (2019).

Établie en souterrain, la station Monumental est située sur la ligne 1 du métro de Barcelone, entre la station Tetuan en direction de la station terminus Paral·lel, et la station Sagrada Família, en direction de la station terminus Badalona Pompeu Fabra ,.

## Histoire
La station Monumental est mise en service le 25 septembre 1995 lors du prolongement de Sant Antoni à Sagrada Família sur la ligne L2 du métro de Barcelone,.

## Services aux voyageurs

### Desserte

Installations
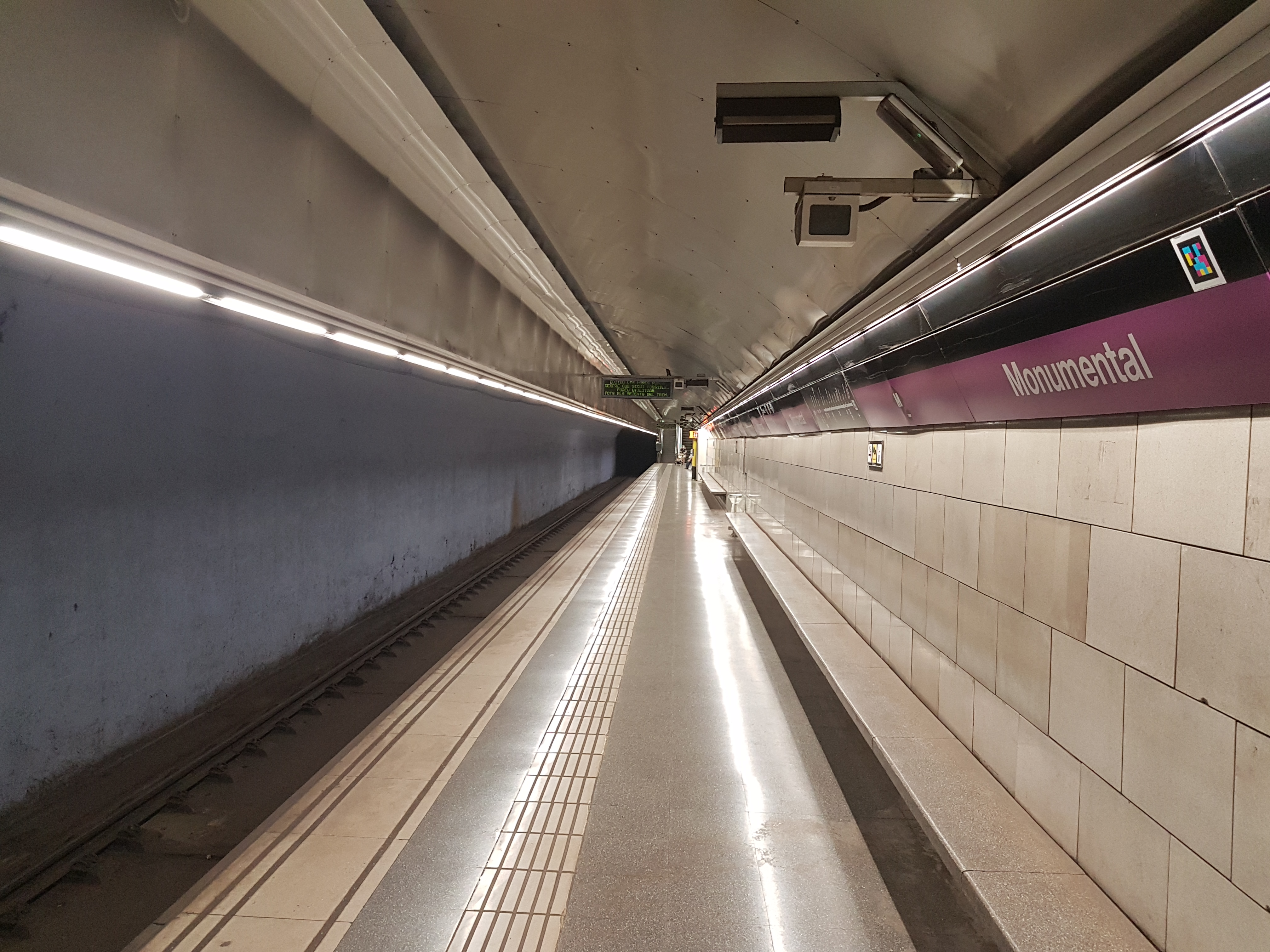
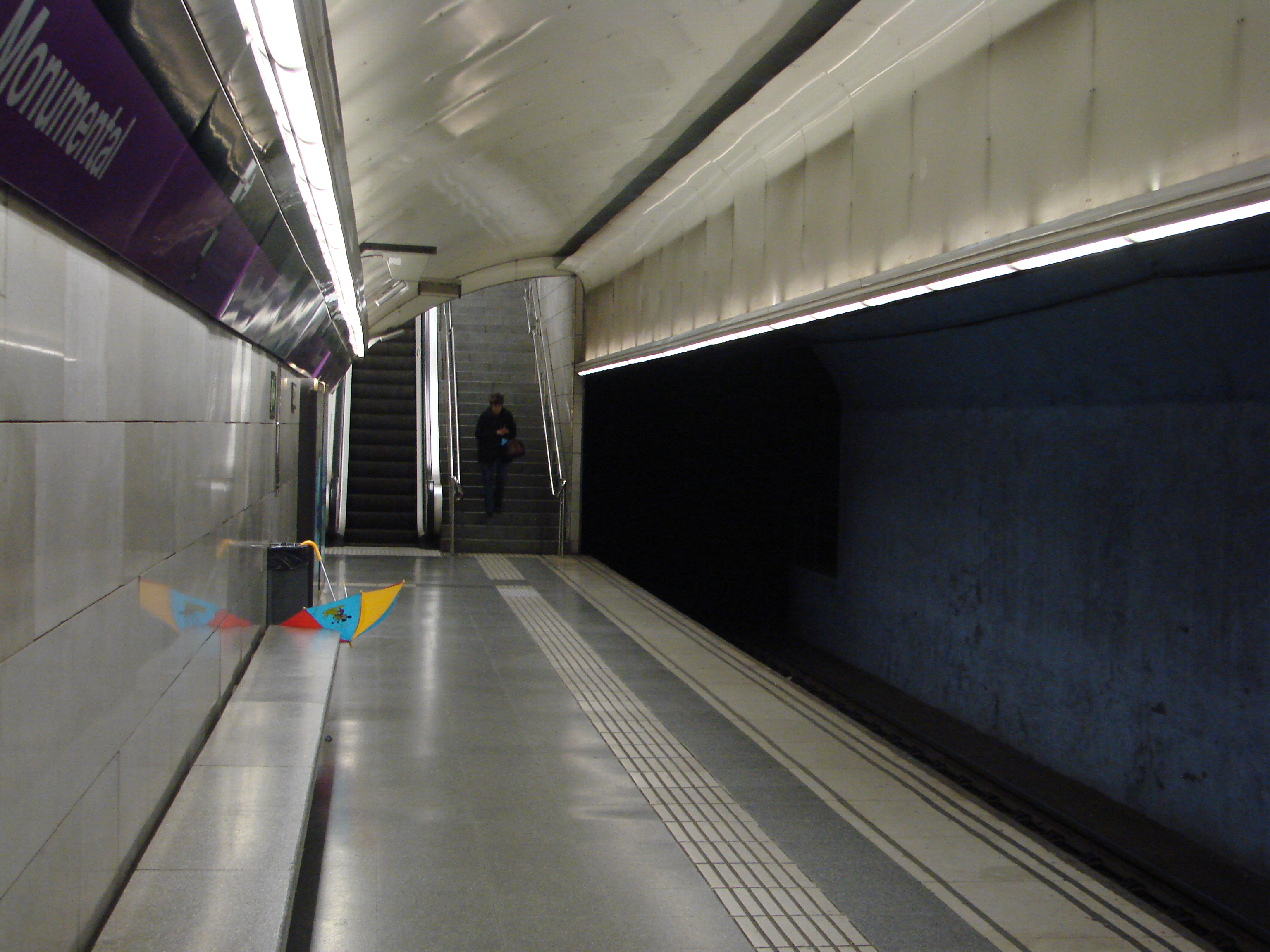

## À proximité
- Arènes La Monumental, les arènes ayant donné leur nom à la station.